# Nati nel 1947/Settembre
| Questa pagina contiene informazioni ricavate automaticamente dalle voci biografiche con l'ausilio del template Bio e di un bot. L'aggiornamento è periodico e automatico e ricostruisce completamente la pagina. Se manca una persona in questa lista, sei pregato di non aggiungerla, ma accertati piuttosto che la sua voce biografica contenga il template Bio e che i dati anagrafici siano correttamente compilati. Se il template Bio manca, inseriscilo tu stesso o, in alternativa, metti l'avviso {{tmp\|Bio}} che ne segnala la mancanza. Se i dati riportati sono sbagliati, correggi direttamente la voce biografica; le modifiche saranno visibili in questa lista entro pochi giorni. Per chiarimenti vedi il progetto biografie. La lista contiene solo le 272 persone che sono citate nell'enciclopedia e per le quali è stato implementato correttamente il template Bio. Pagina aggiornata al 10 ago 2025. |

- 1º settembre - Raffaele De Giorgi, sociologo e filosofo italiano
- 1º settembre - Luigi Giacco, politico italiano
- 1º settembre - Al Green, politico statunitense
- 1º settembre - Batya Gur, scrittrice e critica letteraria israeliana († 2005)
- 1º settembre - Mauro Jöhri, religioso svizzero
- 1º settembre - Ed Podolak, ex giocatore di football americano statunitense
- 1º settembre - Daniel Sanlaville, ex calciatore francese
- 2 settembre - Francesco Aloisio, medico e politico italiano
- 2 settembre - Richard Coughlan, batterista britannico († 2013)
- 2 settembre - Alessandro Dal Lago, sociologo italiano († 2022)
- 2 settembre - Aldo Donati, cantautore, attore e personaggio televisivo italiano († 2014)
- 2 settembre - Kevin Joseph Farrell, cardinale e vescovo cattolico irlandese
- 2 settembre - Rajko Grlić, regista e sceneggiatore croato
- 2 settembre - Antonio Mennini, arcivescovo cattolico italiano
- 2 settembre - Louis Michel, politico belga
- 3 settembre - Eric Bell, chitarrista britannico
- 3 settembre - Kjell Magne Bondevik, politico norvegese
- 3 settembre - Mario Draghi, economista, dirigente pubblico e banchiere italiano
- 3 settembre - Mike Fray, velocista giamaicano († 2019)
- 3 settembre - Gérard Houllier, calciatore, allenatore di calcio e dirigente sportivo francese († 2020)
- 3 settembre - Michael Huffington, politico e produttore cinematografico statunitense
- 3 settembre - Lewon Ištoyan, ex calciatore sovietico
- 3 settembre - Jo Dong-jin, cantautore sudcoreano († 2017)
- 4 settembre - Paolo Bürgi, architetto del paesaggio svizzero
- 4 settembre - Ryōji Chūbachi, imprenditore giapponese
- 4 settembre - Torquato Ciriaco, avvocato italiano († 2002)
- 4 settembre - Pierantonio Clementi, ex biatleta italiano
- 4 settembre - Lee Byeong-guk, ex cestista e allenatore di pallacanestro sudcoreano
- 4 settembre - Jeffrey Satinover, psichiatra statunitense
- 4 settembre - Kōichi Yamamoto, politico giapponese († 2023)
- 5 settembre - Domenico Caliandro, arcivescovo cattolico italiano
- 5 settembre - Gaetano Capasso, ingegnere italiano († 2016)
- 5 settembre - Mel Collins, sassofonista e flautista britannico
- 5 settembre - Danny Florencio, cestista filippino († 2018)
- 5 settembre - Gerard Holohan, vescovo cattolico australiano
- 5 settembre - Legendary Stardust Cowboy, cantautore, polistrumentista e compositore statunitense
- 5 settembre - Buddy Miles, batterista, cantante e compositore statunitense († 2008)
- 5 settembre - Pavel Pervušin, sollevatore sovietico († 2022)
- 5 settembre - Dieter Rampl, banchiere tedesco
- 5 settembre - Claudio Vannicola, mafioso italiano († 1982)
- 6 settembre - Antonio Bongiorni, ex calciatore italiano
- 6 settembre - Mariolina Bongiovanni Bertini, francesista e critica letteraria italiana
- 6 settembre - Branko Buljević, ex calciatore jugoslavo
- 6 settembre - Jane Curtin, attrice e comica statunitense
- 6 settembre - Luciano De Liberato, pittore italiano
- 6 settembre - Roberto Ferrario, giornalista, editore e imprenditore italiano († 2010)
- 6 settembre - John Grefe, scacchista statunitense († 2013)
- 6 settembre - Per Haftorsen, ex calciatore norvegese
- 6 settembre - Sylvester, cantautore statunitense († 1988)
- 6 settembre - John Kline, politico e militare statunitense
- 6 settembre - Francesco Lambiasi, vescovo cattolico italiano
- 6 settembre - Cletus Chandrasiri Perera, vescovo cattolico cingalese
- 6 settembre - Bruce Rioch, ex calciatore e allenatore di calcio scozzese
- 6 settembre - Sergio Vetrella, politico italiano
- 6 settembre - Keone Young, attore e doppiatore statunitense
- 6 settembre - Giampaolo di Cocco, artista, architetto e scrittore italiano
- 7 settembre - Tony Bongiovi, produttore discografico statunitense
- 7 settembre - Luigi Cozzi, regista, sceneggiatore e saggista italiano
- 7 settembre - Aldo Gerbino, poeta e medico italiano
- 7 settembre - Mike Grosso, ex cestista statunitense
- 7 settembre - Wim Hermsen, ex pallanuotista e astrofisico olandese
- 7 settembre - Liz Tiberis, editrice britannica († 1999)
- 7 settembre - John Turner, psicologo britannico († 2011)
- 7 settembre - William Utay, attore statunitense
- 7 settembre - Graham Frederick Young, serial killer britannico († 1990)
- 8 settembre - Valerij Pavlovič Afanas'ev, pianista russo
- 8 settembre - Ann Beattie, scrittrice statunitense
- 8 settembre - Amos Biwott, ex siepista keniota
- 8 settembre - Rémi Brague, docente e filosofo francese
- 8 settembre - Pasquale Cannatelli, manager e politico italiano
- 8 settembre - Christian, cantante italiano
- 8 settembre - Mario Di Martino, astronomo e divulgatore scientifico italiano
- 8 settembre - Frank Ganzera, allenatore di calcio e ex calciatore tedesco orientale
- 8 settembre - Halldór Ásgrímsson, politico islandese († 2015)
- 8 settembre - Jean-Michel Larqué, allenatore di calcio e ex calciatore francese
- 8 settembre - Steve Mike-Mayer, ex giocatore di football americano ungherese
- 8 settembre - Adam Niemiec, ex cestista polacco
- 8 settembre - Benjamin Orr, bassista e cantante statunitense († 2000)
- 8 settembre - Claudio Sala, allenatore di calcio e ex calciatore italiano
- 8 settembre - Giovanni Paolo Zedda, vescovo cattolico italiano
- 9 settembre - Pierluigi Busatta, allenatore di calcio e ex calciatore italiano
- 9 settembre - Kenshi Hirokane, fumettista giapponese
- 9 settembre - Heikki Ikola, ex biatleta finlandese
- 9 settembre - Annamaria Ludmann, brigatista italiana († 1980)
- 9 settembre - Giancarlo Narciso, scrittore italiano
- 9 settembre - Andrzej Olechowski, politico polacco
- 9 settembre - Edda Ollari, cantante italiana
- 9 settembre - David Rosenboom, compositore statunitense
- 9 settembre - Harthorne Wingo, cestista statunitense († 2021)
- 10 settembre - Georgi Cvetkov, ex calciatore e allenatore di calcio bulgaro
- 10 settembre - Adriano Guarnieri, compositore italiano
- 10 settembre - Krystyna Kaźmierczak, ex cestista polacca
- 10 settembre - Urs Lüthi, fotografo, pittore e performance artist svizzero
- 10 settembre - Larry Nelson, golfista statunitense
- 10 settembre - Bunlert Nilpirom, ex calciatore thailandese
- 10 settembre - Sergio Santarini, allenatore di calcio e ex calciatore italiano
- 10 settembre - Elio Testoni, saggista e drammaturgo italiano
- 10 settembre - Brian Watts, ex hockeista su ghiaccio canadese
- 11 settembre - Daniela Attanasio, poetessa italiana
- 11 settembre - Bob Catley, cantante britannico
- 11 settembre - Gerry Conway, batterista britannico († 2024)
- 11 settembre - Julie Covington, cantante e attrice britannica
- 11 settembre - Donatello, cantante italiano
- 11 settembre - Zoltán Melis, ex canottiere ungherese
- 11 settembre - Syuichi Nakano, astronomo giapponese
- 11 settembre - Giulio Paulis, glottologo e saggista italiano
- 11 settembre - Tomaso Poggio, fisico e informatico italiano
- 11 settembre - Omar Ronda, artista, pittore e scultore italiano († 2017)
- 11 settembre - Garry Swain, ex hockeista su ghiaccio canadese
- 12 settembre - Gabriela Brimmer, scrittrice e attivista messicana († 2000)
- 12 settembre - Bjørn Floberg, attore norvegese
- 12 settembre - John Fuqua, ex giocatore di football americano statunitense
- 12 settembre - Claude Gauthier, ex hockeista su ghiaccio canadese
- 12 settembre - Nicholas Johnson, danzatore e attore inglese († 2007)
- 12 settembre - Christopher Neame, attore inglese
- 13 settembre - Piero Bernocchi, sindacalista, politico e saggista italiano
- 13 settembre - Jan Blažek, cestista cecoslovacco († 2016)
- 13 settembre - Kocis, cantautore italiano
- 13 settembre - Charles Hentz, ex cestista statunitense
- 13 settembre - Alfredo Pallone, politico italiano
- 13 settembre - Juan Cruz Sol, calciatore spagnolo († 2020)
- 14 settembre - David Jonassen, pedagogista statunitense († 2012)
- 14 settembre - Sam Neill, attore neozelandese
- 14 settembre - Luciano Pallini, politico italiano
- 14 settembre - Jerzy Popiełuszko, presbitero polacco († 1984)
- 14 settembre - Wolfgang Schwarz, ex pattinatore artistico su ghiaccio austriaco
- 14 settembre - Jamie Selkirk, montatore e produttore cinematografico neozelandese
- 14 settembre - William Taylor Jr., diplomatico statunitense
- 14 settembre - Philippe Vorbe, allenatore di calcio e ex calciatore haitiano
- 15 settembre - Plinio Fernando, attore italiano
- 15 settembre - Bob Greacen, ex cestista statunitense
- 15 settembre - Viggo Jensen, allenatore di calcio e ex calciatore danese
- 15 settembre - Theodore Long, statunitense
- 15 settembre - Milun Marović, cestista jugoslavo († 2009)
- 15 settembre - Emilio Monaldi, allenatore di calcio e ex calciatore italiano
- 15 settembre - Eusebio Poncela, attore spagnolo
- 15 settembre - Dominique Valbelle, egittologa e archeologa francese
- 15 settembre - Peter Frederick Wilson, allenatore di calcio e ex calciatore inglese
- 16 settembre - Ilona Gusenbauer, ex altista austriaca
- 16 settembre - Michael R. McNulty, politico statunitense
- 16 settembre - Enzo Mingione, sociologo italiano
- 16 settembre - Elisabetta Rasy, giornalista, scrittrice e saggista italiana
- 16 settembre - Dieter Riedel, allenatore di calcio e ex calciatore tedesco orientale
- 16 settembre - Aleksandr Vladimirovič Ruckoj, politico russo
- 16 settembre - Alberto Statera, giornalista e scrittore italiano († 2016)
- 16 settembre - Luc Van den Bossche, politico belga
- 17 settembre - Lesley Bush, ex tuffatrice statunitense
- 17 settembre - Gail Carson Levine, scrittrice statunitense
- 17 settembre - Toni Grande, ex calciatore e allenatore di calcio spagnolo
- 17 settembre - Tessa Jowell, politica inglese († 2018)
- 17 settembre - Bruce Pandolfini, scacchista statunitense
- 17 settembre - Joan Ribó i Canut, politico spagnolo
- 18 settembre - Roberto Ciccotelli, ex calciatore italiano
- 18 settembre - Guy François, calciatore haitiano († 2019)
- 18 settembre - Drew Gilpin Faust, storica statunitense
- 18 settembre - Gian Carlo Minardi, imprenditore italiano
- 18 settembre - Jaime Portillo, ex calciatore salvadoregno
- 18 settembre - Paolo Romani, politico, imprenditore e dirigente d'azienda italiano
- 19 settembre - Mick Bates, calciatore inglese († 2021)
- 19 settembre - Larry Brown, ex giocatore di football americano statunitense
- 19 settembre - Thomas H. Cook, scrittore statunitense
- 19 settembre - Ray Cooper, percussionista e polistrumentista britannico
- 19 settembre - Lol Creme, cantante e musicista britannico
- 19 settembre - Viktor Vladimirovič Erofeev, scrittore, critico letterario e giornalista russo
- 19 settembre - Brian Hill, allenatore di pallacanestro statunitense
- 19 settembre - Tanith Lee, scrittrice inglese († 2015)
- 19 settembre - Leonardo Maria Lonfernini, generale sammarinese
- 19 settembre - Jozef Móder, ex calciatore cecoslovacco
- 19 settembre - Aniello Salzano, politico italiano
- 19 settembre - Janusz Zaorski, regista cinematografico, sceneggiatore e attore polacco
- 20 settembre - Jairo Arboleda, ex calciatore colombiano
- 20 settembre - Azzedine Azzouzi, ex mezzofondista algerino
- 20 settembre - Billy Bang, violinista e compositore statunitense († 2011)
- 20 settembre - Carlos María Collazzi Irazábal, vescovo cattolico uruguaiano
- 20 settembre - Steve Gerber, fumettista statunitense († 2008)
- 20 settembre - Salvatore Maira, regista italiano
- 20 settembre - Franca Mantelli, attrice italiana
- 20 settembre - Mia Martini, cantautrice e musicista italiana († 1995)
- 20 settembre - Roberto Pucci, politico italiano
- 20 settembre - Victor Zilberman, ex pugile rumeno
- 21 settembre - Nick Castle, attore, regista e sceneggiatore statunitense
- 21 settembre - Don Felder, chitarrista statunitense
- 21 settembre - Rupert Hine, cantante, musicista e produttore discografico britannico († 2020)
- 21 settembre - Stephen King, scrittore e sceneggiatore statunitense
- 21 settembre - Marsha Norman, drammaturga, librettista e sceneggiatrice statunitense
- 21 settembre - Maurizio Simonato, allenatore di calcio e ex calciatore italiano
- 21 settembre - Alberto Solfrini, cantante italiano († 2007)
- 21 settembre - Mario Villarroel Lander, avvocato e attivista venezuelano
- 21 settembre - Geoff Workman, produttore discografico britannico († 2010)
- 22 settembre - Shigeaki Abe, ex cestista giapponese
- 22 settembre - Paolo Bizzeti, vescovo cattolico italiano
- 22 settembre - Max Cabanes, fumettista francese
- 22 settembre - Dino Crescentini, bobbista e pilota automobilistico sammarinese († 2008)
- 22 settembre - Perry Crosswhite, ex cestista statunitense
- 22 settembre - Tommy Hutchison, ex calciatore e allenatore di calcio scozzese
- 22 settembre - Ruth Lea, economista e giornalista britannica
- 22 settembre - Norma McCorvey, attivista statunitense († 2017)
- 22 settembre - Armando Pugliese, attore, regista teatrale e direttore artistico italiano († 2024)
- 22 settembre - Walter Rodi, fisarmonicista e arrangiatore italiano
- 22 settembre - Mike Sexton, giocatore di poker statunitense († 2020)
- 22 settembre - Vanusa, cantante brasiliana († 2020)
- 23 settembre - Titta Colleoni, musicista, compositore e pianista italiano († 2025)
- 23 settembre - Christian Escoudé, chitarrista francese († 2024)
- 23 settembre - Don Grolnick, tastierista e compositore statunitense († 1996)
- 23 settembre - Caroline Lagerfelt, attrice statunitense
- 23 settembre - Mary Kay Place, attrice statunitense
- 23 settembre - Francine Racette, attrice canadese
- 23 settembre - Maria Luisa Sangiorgio, politica italiana
- 23 settembre - Riccardo Sessa, diplomatico italiano
- 23 settembre - Neal Smith, batterista statunitense
- 24 settembre - Carlo Arrighi, lunghista italiano († 2001)
- 24 settembre - Bernard Béguin, ex pilota di rally francese
- 24 settembre - Chris Campbell, batterista britannico
- 24 settembre - Tim Ecclestone, hockeista su ghiaccio e allenatore di hockey su ghiaccio canadese († 2024)
- 24 settembre - Calvin Samuel, bassista e cantante antiguo-barbudano
- 24 settembre - Jorge Spedaletti, calciatore cileno († 2022)
- 24 settembre - R.H. Thomson, attore canadese
- 25 settembre - Carlo Formenti, giornalista e scrittore italiano
- 25 settembre - Lembit Lõhmus, medaglista e illustratore estone
- 25 settembre - Firmine Richard, attrice e politica francese
- 25 settembre - Paolo Roversi, fotografo italiano
- 25 settembre - Guðmundur Sigurjónsson, scacchista islandese
- 25 settembre - Maria Stilde Ambruzzi, scenografa italiana
- 25 settembre - Cheryl Tiegs, supermodella statunitense
- 26 settembre - Lucius Allen, ex cestista statunitense
- 26 settembre - Gabriele Andena, ex calciatore italiano
- 26 settembre - Lynn Anderson, cantante statunitense († 2015)
- 26 settembre - Vittorio Cappelli, storico e scrittore italiano
- 26 settembre - Graham Faulkner, attore inglese
- 26 settembre - Wendy Hornsby, scrittrice statunitense
- 26 settembre - Philippe Lavil, cantante e chitarrista francese
- 26 settembre - David Nish, ex calciatore inglese
- 26 settembre - Ileana Rigano, attrice italiana († 2020)
- 26 settembre - Richard Roth, ex nuotatore statunitense
- 27 settembre - Meat Loaf, cantante e attore statunitense († 2022)
- 27 settembre - Dick Advocaat, allenatore di calcio e ex calciatore olandese
- 27 settembre - Harry Baer, attore tedesco
- 27 settembre - Barbara Dickson, attrice e cantante scozzese
- 27 settembre - Bernard Ford, danzatore su ghiaccio britannico († 2023)
- 27 settembre - Ken Geddes, ex giocatore di football americano statunitense
- 27 settembre - Svein Kvia, allenatore di calcio e calciatore norvegese († 2005)
- 27 settembre - Denis Lawson, attore britannico
- 27 settembre - Vjačeslav Maksakov, attore e regista sovietico († 2023)
- 27 settembre - Habib, cantautore, compositore e musicista iraniano († 2016)
- 27 settembre - Luiz Carlos de Almeida Peixoto, ex cestista brasiliano
- 27 settembre - Lammie Robertson, calciatore scozzese († 2023)
- 27 settembre - Jens Tang Olesen, allenatore di calcio danese
- 27 settembre - Liz Torres, attrice e cantante statunitense
- 27 settembre - Jesper Tørring, ex altista, lunghista e ostacolista danese
- 27 settembre - Mary Jo White, politica e avvocato statunitense
- 28 settembre - Sheikh Hasina, politica bangladese
- 28 settembre - Sinclair Murrell, ex cestista panamense
- 28 settembre - Carlo Palermo, saggista, magistrato e politico italiano
- 28 settembre - Roberto Russo, regista, sceneggiatore e fotografo italiano
- 28 settembre - Volodymyr Troškin, calciatore sovietico († 2020)
- 29 settembre - Myriam Castelli, giornalista e conduttrice televisiva italiana
- 29 settembre - Giampaolo Crepaldi, arcivescovo cattolico italiano
- 29 settembre - George Dalaras, cantante e musicista greco
- 29 settembre - Dick Dell, ex tennista statunitense
- 29 settembre - Richard J. Evans, storico inglese
- 29 settembre - Martin Ferrero, attore statunitense
- 29 settembre - Maurizio Pallante, saggista italiano
- 29 settembre - Mike Pelyk, ex hockeista su ghiaccio canadese
- 29 settembre - Gustavo Pignero, agente segreto e generale italiano († 2006)
- 29 settembre - Narong Thongplew, ex calciatore thailandese
- 30 settembre - Antonello Antonante, attore, regista e direttore artistico italiano († 2022)
- 30 settembre - Marc Bolan, cantautore e chitarrista inglese († 1977)
- 30 settembre - Jim Hermiston, ex calciatore scozzese
- 30 settembre - Luigi Lopez, compositore, musicista e cantante italiano († 2025)
- 30 settembre - Héctor Jesús Martínez, allenatore di calcio e ex calciatore argentino
- 30 settembre - Barbara Pollastrini, politica italiana
- 30 settembre - Katepalli R. Sreenivasan, fisico e ingegnere indiano